# Campoplex pectoralis
Campoplex pectoralis är en stekelart som beskrevs av Holmgren 1856. Campoplex pectoralis ingår i släktet Campoplex och familjen brokparasitsteklar. Inga underarter finns listade.